# WISE 1405+5534
WISE 1405+5534 (= WISEP J140518.40+553421.4) is een bruine dwerg met een spectraalklasse van Y0(pec?). De ster bevindt zich 25,3 lichtjaar van de zon.